# Cardiffi repülőtér
A Cardiffi repülőtér (IATA: CWL, ICAO: EGFF) Wales nemzetközi repülőtere, amely Cardiff közelében található. Éves utasforgalma 857 397 fő (2022).

## Futópályák
A repülőtér futópályái:
- 12/30 (2354 m, 45 m, aszfalt)

## Forgalom
Az utasforgalom az elmúlt években az alábbi módon változott:
| Utasok száma | 68 621 | 30 365 | 208 524 | 32 747 | 505 724 | 1 025 332 | 1 416 016 | 1 978 719 | 1 160 506 | 857 397 |
|              | 1961   | 1968   | 1975    | 1981   | 1988    | 1995      | 2002      | 2008      | 2015      | 2022    |